# یاتد نیمان
یاتد نیمان (به عبری: יתד נאמן) یک روزنامه مذهبی عبری‌زبان در اسرائیل است که به عقاید صهیونیسم‌ستیزانه شهرت دارد. مرکز روزنامه یاتد نیمان در شهر بنی برق در استان تل‌آویو قرار دارد.

## سانسور
روزنامه یاتد نیمان در تاریخ ۳ آوریل ۲۰۰۹ میلادی، تصویر دستکاری‌شده‌ای از اعضای دولت بنیامین نتانیاهو را منتشر کرد که در آن تصویر دو مرد، جانشین تصاویر سوفا لندفر و لیمور لیفنات، دو وزیر زن اسرائیلی شده بود.